# Списък на най-старите дървета в света
Това е списък на най-старите дървета в света описани от надеждни източници. Тъй като съществуват различни определения за това какво представлява отделният дървесен индивид, както и различни методи за определянето на възрастта на дърветата, информацията е разпределена в няколко отделни таблици.
В първата таблица са дадени дървета чиято минимална възраст е определена директно, или чрез преброяване на годишните пръстени, или чрез радиовъглеродно датиране. Много от тези дървета са дори по-стари, но точната им възраст не може да бъде определена тъй като най-старата им дървесина е изгнила.
Във втората таблица са изброени дървета при които е изгнила толкова голяма част от средата на стъблото, че една оценка на минималната възраст би се различавала твърде много от реалната възраст. Затова при тези дървета възрастта се определя приблизително въз основа на техните размери и предполагаемата им скорост на растеж.
В третата таблица са включени т. нар. „клонингови колонии“ или генети. Това са дървета които се размножават вегетативно и така просъществуват много дълго време. Всички отделни дървета от колонията носят един и същ генетичен код т.е. те са своеобразни клонинги на началното дърво. Отделните дървета на колонията не живеят продължително, но биват замествани от нови и нови клонинги и така колонията се запазва дълго време жива. Тъй като цялата колония има един и същи генетичен код и се запазва жива без прекъсване във времето, в известен смисъл може да се счита за един-единствен индивид.
Имената на дърветата са дадени с български превод където е възможно и оригиналното име (понякога транслитерирано с латиница) на местния език. Биологичният вид на дървото е даден на български и с научното му биномно име. Фонът на полето за възрастта е червен, ако дървото е загинало, или зелен – ако е живо и до днес.

## Дървета с установена възраст
| Име                                     | Възраст (години) | Вид                                        | Местоположение                                       | Бележки |
| --------------------------------------- | ---------------- | ------------------------------------------ | ---------------------------------------------------- | --- |
| –                                       | 5074             | Дълговечен бор Pinus longaeva              | White Mountains, Калифорния, САЩ                     | Най-старото познато дърво.                                                                                             |
| Матусал Methuselah                      | 4856             | Дълговечен бор Pinus longaeva              | окръг Иньо, Калифорния, САЩ                          | Матусал е библ. персонаж живял 969 години.                                                                             |
| Прометей (WPN-114)                      | 4844             | Дълговечен бор Pinus longaeva              | планина Уилър, Невада, САЩ                           | Отсечено през 1964 г.                                                                                                  |
| Прадядо Gran Abuelo                     | 3654             | Кипарисовидна фицроя Fitzroya cupressoides | Планините Пелада, Лос Риос, Чили                     | Намира се в нац. парк Алерсе Костеро                                                                                   |
| CBR26                                   | 3266             | Гигантска секвоя Sequoiadendron giganteum  | Сиера Невада, Калифорния, САЩ                        | [ 1 ] |
| D-21                                    | 3220             | Гигантска секвоя Sequoiadendron giganteum  | Сиера Невада, Калифорния, САЩ                        | [ 1 ] |
| Президентът The President               | 3200             | Гигантска секвоя Sequoiadendron giganteum  | Сиера Невада, Калифорния, САЩ                        | [ 1 ] |
| D-23                                    | 3075             | Гигантска секвоя Sequoiadendron giganteum  | Сиера Невада, Калифорния, САЩ                        | [ 1 ] |
| CMC 3                                   | 3033             | Гигантска секвоя Sequoiadendron giganteum  | Сиера Невада, Калифорния, САЩ                        | [ 1 ] |
| Хвойна на Скофилд Scofield Juniper      | 2675             | Западна хвойна Juniperus occidentalis      | Сиера Невада, Калифорния, САЩ                        | [ 1 ] |
| CB-90-11                                | 2467             | Осилест бор Pinus aristata                 | централно Колорадо, САЩ                              | [ 1 ] |
| Джая шри маха бодхи Jaya Sri Maha Bodhi | 2312             | Свещен фикус Ficus religiosa               | Анурадхапура, Северна централна провинция, Шри Ланка | Според легендите е издънка от дървото Бодхи, засадено през 228 г. пр.н.е., под което Буда е получил просветлението си. |
| –                                       | 2200             | Вечнозелена секвоя Sequoia sempervirens    | северна Калифорния, САЩ                              | |
| Хвойна на Бенет Bennett Juniper         | 2200             | Западна хвойна Juniperus occidentalis      | Сиера Невада, Калифорния, САЩ                        | [ 1 ] |
| SHP 7                                   | 2110             | Бор на Балфур Pinus balfouriana            | Сиера Невада, Калифорния, САЩ                        | [ 1 ] |
| –                                       | 1951             | Лиственица на Лайъл Larix lyallii          | Кананаскис, Албърта, Канада                          | [ 1 ] |
| CRE 175                                 | 1889             | Juniperus scopulorum                       | северно Ню Мексико, САЩ                              | [ 1 ] |
| Хвойна на Майлс Miles Juniper           | 1837             | Западна хвойна Juniperus occidentalis      | Сиера Невада, Калифорния, САЩ                        | [ 1 ] |
| –                                       | 1813             | Японска криптомерия Cryptomeria japonica   | остров Якушима, Япония                               | [ 1 ] |
| KET 3996                                | 1727             | Pinus flexilis                             | Кечъм, Айдахо, САЩ                                   | [ 1 ] |
| BFR-46                                  | 1697             | Pinus flexilis                             | планините Уосач, Юта, САЩ                            | [ 1 ] |
| FL117                                   | 1686             | Западна туя Thuja occidentalis             | Онтарио, Канада                                      | [ 1 ] |
| ERE                                     | 1670             | Pinus flexilis                             | северно Ню Мексико, САЩ                              | [ 1 ] |
| RCR 1                                   | 1666             | Бор на Балфур Pinus balfouriana            | Сиера Невада, Калифорния, САЩ                        | [ 1 ] |
| –                                       | 1661             | Pinus flexilis                             | Саут парк, Колорадо, САЩ                             | [ 1 ] |
| BBL 2                                   | 1649             | Бор на Балфур Pinus balfouriana            | Сиера Невада, Калифорния, САЩ                        | [ 1 ] |
| BCK 69                                  | 1658             | Блатен кипарис Taxodium distichum          | окръг Блейдън, Северна Каролина, САЩ                 | [ 1 ] |
| –                                       | 1636             | Callitropsis nootkatensis                  | остров Ванкувър, Канада                              | [ 1 ] |
| FL101                                   | 1567             | Западна туя Thuja occidentalis             | Онтарио, Канада                                      | [ 1 ] |
| –                                       | 1542             | Pinus flexilis                             | централно Колорадо, САЩ                              | [ 1 ] |

## Дървета с приблизително определена възраст
| Име                                                             | Възраст (години) | Вид                                      | Местоположение                            | Бележки |
| --------------------------------------------------------------- | ---------------- | ---------------------------------------- | ----------------------------------------- | --- |
| Сестрите The Sisters                                            | 6000 – 6800      | Европейска маслина Olea europaea         | Bcheale, област Батрун, Ливан             | [ 5 ] [ 6 ] [ 7 ] |
| Тисът от Llangernyw                                             | 4000 – 5000      | Обикновен тис Taxus baccata              | Llangernyw, Конуи, Уелс                   | Диаметърът му е 10,75 м.                                                                                             |
| Кипарисът от Абарку Sarv-e Abarqūh                              | 4000             | Обикновен кипарис Cupressus sempervirens | Абарку, Провинция Язд, Иран               | [ 9 ] [ 10 ] |
| Сенаторът The Senator                                           | 3500             | Taxodium ascendens                       | Лонгууд, Флорида, САЩ                     | Унищожено от пожар на 16 януари 2012 г.                                                                              |
| Святото дърво от Алишан                                         | 3000             | Chamaecyparis formosensis                | Алишан, Цзяи, Тайван                      | Пада на 1 юли 1997 г. след пороен дъжд.                                                                              |
| S’Ozzastru                                                      | 3000 – 4000      | Европейска маслина Olea europaea         | Лурас, Сардиния, Италия                   | [ 14 ] |
| Патриарх на гората Patriarca da Floresta                        | 3000             | Cariniana legalis                        | Бразилия                                  | |
| Маслината от Санта Ирия де Азоя Oliveira de Santa Iria de Azóia | 2850             | Европейска маслина Olea europaea         | Санта Ирия де Азоя, Португалия            | Вероятно последното дърво от някогашна голяма маслинена гора.                                                        |
| –                                                               | 2850             | Европейска маслина Olea europaea         | Лореш, Лисабон, Португалия                | |
| Голямата криптомерия от Каяно Kayano Ōsugi                      | 2300             | Японска криптомерия Cryptomeria japonica | Яманака Онсен, Ишикава, Япония            | |
| Криптомерията Джомон Jōmon Sugi                                 | 2170 – 7200      | Японска криптомерия Cryptomeria japonica | Якушима, Япония                           | Джомон е период от праисторията на Япония                                                                            |
| Ballyconnell Yew                                                | 2000 – 5000      | Обикновен тис Taxus baccata              | Баликонел, Ирландия                       | |
| Тисът от Фортингъл Fortingall Yew                               | 2000 – 3000      | Обикновен тис Taxus baccata              | Фортингъл, Пертшир, Шотландия             | |
| Наслината от Воивес Ελιά Βουβών                                 | 2000 – 5000      | Европейска маслина Olea europaea         | Ано Воивес, Крит, Гърция                  | |
| Кестенът на стоте коня Castagno dei Cento Cavalli               | 2000 – 4000      | Сладък кестен Castanea sativa            | Сант'Алфио, Сицилия, Италия               | |
| Баща на гората Te Matua Ngahere                                 | 2000 – 3000      | Каури Agathis australis                  | Гората Waipoua, Нова Зеландия             | |
| Ulleungdo Hyangnamu                                             | 2000 – 3000      | Китайска хвойна Juniperus chinensis      | Ulleung-gun, Кьонсан-Пукто, Южна Корея    | |
| Лейди Свобода Lady Liberty                                      | 2000             | Блатен кипарис Taxodium distichum        | Лонгууд, Флорида, САЩ                     | |
| S'khtorashen                                                    | 2000             | Източен чинар Platanus orientalis        | Шуша, Нагорни Карабах, Азербайджан        | |
| Старата маслина Stara maslina                                   | 2000             | Европейска маслина Olea europaea         | Стари Бар, Черна гора                     | |
| Великият дъб от Печанга The Pechanga Great Oak Tree             | 2000             | Quercus agrifolia                        | Резерватът Печанга, Калифорния, САЩ       | |
| –                                                               | 2000             | Европейска маслина Olea europaea         | Тавира, Португалия                        | |
| –                                                               | 2000             | Европейска маслина Olea europaea         | Ексо Хора, Закинтос, Гърция               | |
| Тисо-чемширова горичка Тисо-самшитовая роща                     | 2000             | Обикновен тис Taxus baccata              | Сочи, Краснодарски край, Русия            | Горичка с няколко растения на около 2000 години                                                                      |
| Хокисуги от Накагава Nakagawano Hōkisugi                        | 2000             | Японска криптомерия Cryptomeria japonica | Накагава, Ямакита, Канагава, Япония       | Видът се нарича „суги“ в Япония. Така че името на дървото може да се преведе и като „Криптомерията Хоки от Накагава“ |
| Kongeegen                                                       | 1500 – 2000      | Обикновен дъб Quercus robur              | Jægerspris Nordskov, Шеланд, Дания        | |
| Матусал Methuselah                                              | 1800             | Секвоя Sequoia sempervirens              | Удсайд, Калифорния, САЩ                   | |
| Гранитски дъб                                                   | 1700             | Обикновен дъб Quercus robur              | Гранит, България                          | Вероятно най-старото дърво в България. Днес само един от основните му клони е жив.                                   |
| Aubépines                                                       | 1500             | Обикновен глог Crataegus monogyna        | Сен Марс сюр ла Фюте, Майен, Франция      | |
| Ангелският дъб Angel Oak                                        | 1500             | Quercus virginiana                       | Чарлстън, Южна Каролина, САЩ              | |
| Дъбът „Седемте сестри“ Seven Sisters Oak                        | 1500             | Quercus virginiana                       | Мандевил, Луизиана, САЩ                   | |
| Дъбът от Стелмуже Stelmužės ąžuolas                             | 1500             | Обикновен дъб Quercus robur              | Стелмуже, Литва                           | |
| Хвойната на Жардин Jardine Juniper                              | 1500             | Juniperus scopulorum                     | каньонът Лоугън, Юта, САЩ                 | |
| Дървото от Туле El Árbol del Tule                               | 1433 – 1600      | Taxodium mucronatum                      | Санта Мария дел Туле, Оахака, Мексико     | |
| Байкушева мура                                                  | 1300             | Черна мура Pinus heldreichii             | Близо до хижа Бъндерица, Банско, България | |

## Клонингови колонии
| Име                       | Възраст (години)   | Вид                           | Местоположение                        | Бележки                                                                                     |
| ------------------------- | ------------------ | ----------------------------- | ------------------------------------- | ------------------------------------------------------------------------------------------- |
| Пандо Pando               | 80 000 – 1 000 000 | Populus tremuloides           | Гора Фишлейк, Юта, САЩ                | Покрива площ от 43 хектара (0,43 км2) с около 47 000 стъбла. Тежи приблизително 6 000 тона. |
| Дъбът Юрупа Jurupa Oak    | 13 000             | Дъб на Палмер Quercus palmeri | Планините Юрупа, Калифорния, САЩ      |                                                                                             |
| Old Tjikko                | 9 550              | Обикновен смърч Picea abies   | Нац. парк Фулуфйелет, Даларна, Швеция |                                                                                             |
| Старият Расмус Old Rasmus | 9 500              | Обикновен смърч Picea abies   | Херйедален, Швеция                    |                                                                                             |
| –                         | 3000 – 10 000      | Lagarostrobos franklinii      | Планина Риид, Тасмания, Австралия     |                                                                                             |